# Magnus Söderman
Magnus Söderman, född 9 maj 1977, är en svensk politiker, författare och identitetskristen pastor som bland annat varit talesman för Nordiska motståndsrörelsen.

## Uppväxt
Söderman växte upp i Kallhäll i Järfälla kommun, norr om Stockholm. Hans engagemang i nationella frågor började redan i sjätte klass.

## Politisk karriär
Söderman har varit politiskt aktiv sedan 1989. Under 1990-talet deltog han i Engelbrektsmarschen, en tillställning med anknytning till Sverigedemokraterna. Han gick med i Riksfronten och flyttade senare till Fagersta där gruppen hade sitt högkvarter för att arbeta med ledningen. Efter Riksfrontens nedläggning kontaktade Söderman Amerikanska Church of Jesus Christ Christian, blev medlem i dess politiska gren Aryan Nations och blev övertygad identitetskristen. Söderman startade flera projekt vars mål var att sprida Aryan Nations lära till Sverige: Aryan Nations/Sweden, Jesu Kristi Kristna Kyrka, Kristna Nationskyrkan, Studiesällskapet Kristen Renässans. Besviken över det föga intresset inom Svenska nationalismen övergav Söderman projekten.
Under 2000-talet var Söderman talesperson och chefsideolog för Nordiska Motståndsrörelsen (då Svenska Motståndsrörelsen) och lämnade organisationen 2010. I mars 2012 meddelade Söderman att han gått med i Svenskarnas parti. Söderman agerade som ideologiproducent för partiet genom skrivna krönikor för hemsidan Realisten. Södermans texter präglades ofta av en andlighet och mysticism. Han tillhörde redaktionen för tidningen Framåt och startade 2012 Radio Framåt tillsammans med Dan Eriksson och Jonas De Geer.

### Rysk-ukrainska kriget
2014 organiserade Söderman det s.k. "Svenska Ukrainafrivilliga", ett projekt vars mål var att uppmana Svenska nazister att åka till Ukraina och delta i maidanupproren. Med hjälp av kontakter i Ukrainska partiet Svoboda och Högra sektorn skulle de se till att den nya regeringsbildningen skulle bli nationalistisk. I maj 2015 var Söderman bland de åtta svenskar som sanktionerades av Ryssland under det rysk-ukrainska kriget. Tillsammans med Söderman fanns även Gunnar Karlson, dåvarande chef för Militära underrättelse- och säkerhetstjänsten och statsministern Carl Bildt.

### Det Fria Sverige
Han var medgrundare till Det fria Sverige 2017 och senare till Dagens Svegot. Tillsammans med flera andra flyttade Söderman till samhället Älgarås för att etablera "Svenskarnas hus", ett högkvarter för Det Fria Sverige.
Den 26 oktober 2021 höll Det fria Sverige, DFS, ett digitalt medlemsmöte där frågan om återväxt stod på agendan, då ordförande Dan Eriksson och Söderman var på plats för att informera medlemmarna om planerna på att starta en ungdomsavdelning.
Den 8 oktober 2023 kommenterade Söderman på twitter gällande Hamas attack mot Israel 7 oktober samma år att han tar "de europeiska folkens sida" i konflikten.